# Sematophyllum apaloblastum
Sematophyllum apaloblastum là một loài Rêu trong họ Sematophyllaceae. Loài này được (Müll. Hal.) W.R. Buck miêu tả khoa học đầu tiên năm 1983.